# 보험자대위
보험자대위란 보험자(보험회사)가 보험사고로 인한 손해비용을 지급한 경우, 지급한 금액 범위내에서 권리를 취득하는 것을 의미한다. 보험자대위는 상법 제681조(보험목적물대위)와 상법 제682조(제3자대위)가 있다. 보험목적물대위는 보험회사가 현금보장금이나 현금배상금을 지급하기로 한 경우 당해유체동산가치에 관한 재화의 권리를 취득할 수 있는 근거법이다. 또 제3자대위는 보험회사가 우선 보장금 또는 배상금을 지급한 후 사고원인 제공자 또는 공동불법행위자를 상대로 구상권을 행사할 수 있는 근거법이다. 손해보험에서 적용되고 있으나 인보험은 상해보험에서 적용하고 있다.

## 종류
보험자대위는 보험의 목적에 대한 보험자대위(잔존물대위)와 제3자에 대한 보험자대위(청구권대위)로 나뉜다.

## 관련조문
제682조(제3자에 대한 보험대위)

손해가 제3자의 행위로 인하여 생긴 경우에 보험금액을 지급한 보험자는 그 지급한 금액의 한도에서 그 제3자에 대한 보험계약자 또는 피보험자의 권리를 취득한다. 그러나 보험자가 보상할 보험금액의 일부를 지급한 때에는 피보험자의 권리를 해하지 아니하는 범위내에서 그 권리를 행사할 수 있다.

## 인정여부
손해보험에는 잔존물대위와 청구권대위가 모두 인정되는 반면, 인보험에서는 보험자대위가 원칙적으로 금지된다(제729조). 다만 상해보험계약의 경우 제3자에 대한 보험자대위를 인정할 것을 당사자간의 약정으로 정할 수는 있다. 그러나 보험의 목적에 대한 보험자대위 즉, 잔존물대위는 생명보험과 상해보험을 불문하고 인보험에 대해서는 절대로 인정할 수 없다.

### 불인정이유
손해보험이 부정액보험인 반면 인보험은 대체로 정액보험의 성격을 띠기 때문이다. 판례는 "상법 제729조 전문이나 보험약관에서 보험자대위를 금지하거나 포기하는 규정을 두고 있는 것은, 손해보험의 성질을 갖고 있지 아니한 인보험에 관하여 보험자대위를 허용하게 되면 보험자가 보험사고 발생시 보험금을 피보험자나 보험수익자에게 지급함으로써 피보험자 등의 의사와 무관하게 법률상 당연히 피보험자 등의 제3자에 대한 권리가 보험자에게 이전하게 되어 피보험자 등의 보호에 소홀해질 우려가 있다는 점 등을 고려한 것"아라고 하였다.

### 학설
손해보상계약설
보험료지급으로 인하여 만일 피보험자가 어떠한 이득을 얻게 된다면 보험이 도박적 행위로 악용될 위험성이 있으므로 손해보험계약의 성질상 피보험자로 하여금 이중의 이득을 얻지 못하도록 하기 위하여 민법상 손해배상자의 대위와 같은 정신으로 보험자대위가 인정된다고 하는 견해이다.
보험정책설
보험의 발전과 더불어 오늘날 손해보험계약에서도 대가보험이 인정되고 있고 또 인보험에서도 보험자대위를 원칙적으로 금지하면서 상해보험계약의 경우에는 약관에 의하여 이를 인정하거나, 또는 의료보험의 경우 이를 허용하는 것 등으로 볼 때 손해보험의 도박에의 악용을 방지하기 위하여 보험정책적인 입장에서 이를 인정하는 것이라고 보는 견해이다.